# Университет Перуджи
Перуджинский университет (итал. Università degli Studi di Perugia) — один из крупнейших и старейших университетов Италии. Находится в городе Перуджа.
Следует отличать данный университет от Университета Перуджи для иностранцев, основанного в 1921 году.

## История
Перуджинский университет стал одним из первых свободных университетов в Италии. Он был основан 8 сентября 1308 года на основании буллы папы Климента V. Фактически учебное заведение, где преподавались медицина и право, существовал уже с начала 1200-х годов на средства коммуны города Перуджа.
1 августа 1318 года папа Иоанн XXII даровал университету право присуждать учёные степени по гражданскому праву и каноническому праву, а 18 февраля 1328-го — по медицине и искусству.
Во времена Бартоло да Сассоферрато университет пользовался настолько высокой репутацией, что говорили, что на небе есть три светила (tria lumina in orbe): Болонья, Париж и Перуджа.
19 мая 1355 года император Карл IV издал эдикт в подкрепление папских булл, которым предоставил университету статус имперского с тем, чтобы содействовать возрождению города после эпидемии чумы в 1348—1349 годах.
В 1477—1480 годах профессором университета был математик, один из основоположников современных принципов бухгалтерии Лука Пачоли.
В 1362 году кардинал Никколо Капоччи основал Collegium Gregorianum (позднее получивший новое название «Древняя мудрость», итал. Sapienza Vecchia), который согласно учредительному документу мог вмещать 40 молодых людей. Во время визита в город 11 октября 1371 года папа Григорий XI поднял статус новосозданного факультета теологии до уровня Studium Generale (науки общего профиля). В 1811 году, при Наполеоне, факультет был закрыт, а его собственность передана университету.
В 1426 году по инициативе Бенедетто Гуидалотти, епископа Реканати, и с одобрения папы Мартина V, был создан Коллегиум святого Иеронима, позднее переименованный в «Новую мудрость», итал. Sapienza nuova. Имелось бесплатное общежитие для приезжих студентов, которые не могли платить за своё обучение. Коллегиум объединился с университетом в 1829 году.
После реставрации понтифика (1814—1860) папа Пий VII вновь открыл «Новую мудрость» под названием Коллегиум Пия, итал. Collegio Pio, а 27 августа 1824 года Лев XII сделал его главным коллегиумом университета.
Во время якобинской республики, в 1798 году, университет сменил своё местонахождение в результате экспроприации старого монастыря Convento Olivetano di Monte Morcino, где до настоящего времени находится его главное здание.
В результате воссоединения Италии в 1860 году университет был отдан под управление ректора и городского совета, что, наряду с утверждением нового устава по образцу Болонского университета, поместило его под контроль правительства. В 1930-е годы, благодаря ректору Паоло Орано, на факультете политологии началось преподавание дисциплины по изучению общественного мнения. С 1944 года и по настоящее время, в особенности в период ректорства Джузеппе Эрмини количество студентов существенно возросло и составило 15 000 человек в 1970-м, а количество факультетов возросло до 10 (в настоящее время — 11).

## Символика
На официальной эмблеме университета слева, на голубом поле, изображён Геркулафл, один из святых покровителей города, а справа на красном поле — грифон, символ города. Они символизируют духовные и светские власти, которые содействовали становлению университета в его ранние годы.

## Организация
Главный офис университета находится в городе Перуджа, где преподаётся большая часть его программ. Также действует Научно-педагогический центр в городе Терни, где преподаются многочисленные курсы для разных факультетов (медицина и хирургия, инженерное дело, экономика, политология, педагогика, литература и философия). Спецкурсы читаются в различных городах Умбрии — они рассредоточены по таким городам, как Ассизи, Читта-ди-Кастелло, Фолиньо, Нарни, Орвието, Сполето.
В настоящее время в университете обучается около 28 000 студентов. Среди исследовательских центров следует отметить Центр исследований инновационных наноматериалов для применения в химии, физике и биомедицине (в Терни), Центр инновационных научных технологий в археологии, истории и искусстве и Центр изучения пива (Centro di Eccellenza per la Ricerca sulla Birra, CERB).

### Факультеты
- Сельское хозяйство
- Экономика
- Фармацевтика
- Юриспруденция
- Инженерное дело
- Литература и философия
- Педагогика
- Медицина
- Ветеринария
- Математика, физика и естественные науки
- Политология